# Dr. Who
Dr. Who (escrito con la abreviatura para diferenciarlo de Doctor Who) es un personaje basado en la serie británica de ciencia ficción Doctor Who. Aunque se basa en el Doctor que aparece en la serie de televisión, esta versión cinematográfica del personaje es radicalmente diferente.
El personaje, interpretado por el actor Peter Cushing, apareció en dos películas rodadas en los sesenta por AARU Productions: Dr. Who y los Daleks (1965), basado en el serial The Daleks (1963), y Daleks - Invasion Earth: 2150 A.D. (1966), basado en The Dalek Invasion of Earth (1964). Hubo planes para una tercera película, que hubiera estado basada en el serial The Chase (1965), pero se abandonaron por la pobre recepción de taquilla de la segunda película.
Cushing no hizo mención ni al personaje ni a las películas en su autobiografía.

## Personalidad
Dr. Who es una figura gentil y de abuelo, curioso por naturaleza y a veces distraído, pero al mismo tiempo no tiene miedo de luchar por la justicia. Se le muestra con un perspicaz y algo juvenil sentido del humor, y un fuerte sentido de la aventura con una voluntad de hierro y convicciones morales muy fuertes.
A diferencia de su versión televisiva, se muestra que su apellido es en realidad "Who". Ninguno de sus acompañantes en la primera película le llama "el Doctor", aunque en su secuela sólo se menciona su apellido una vez y el resto de las veces sí le llaman de esa forma. El personaje de Cushing es un inventor excéntrico que afirma que ha creado la TARDIS.

## Acompañantes
En la primera película, el Dr. Who viaja con sus dos nietas: Susan (Roberta Tovey), que aparece mucho más joven que la Susan Foreman de la serie, y Barbara (Jennie Linden), basada en Barbara Wright de la serie. En la primera aventura se les une Ian Chesterton, interpretado por Roy Castle), que aquí aparece como el "nuevo novio" de Barbara, y un tipo generalmente inepto, torpe y cómico (mientras que en la serie, el personaje es más heroico y su relación con Barbara, siendo ambos profesores, es estrictamente de compañeros de trabajo).
En la secuela, a Susan se les unen la sobrina del Dr. Who, Louise (Jill Curzon) y otro acompañante masculino cómico, el oficial de policía Tom Campbell (Bernard Cribbins).

## TARDIS
La TARDIS del Dr. Who tiene la misma apariencia externa que en la serie de televisión, una cabina de policía, aunque en las películas, a diferencia de la serie, no se da explicación a esta apariencia externa de la máquina. Como la TARDIS televisiva, es más grande por dentro, aunque el interior es radicalmente diferente. Como se vio en la serie moderna a partir de 2005, el interior y el exterior están conectados directamente por la puerta externa.

## Otras apariciones
Además de las dos películas, Dr. Who apareció en la tira cómica Daleks versus the Martians (Los Daleks contra los marcianos0) en el especial de primavera de 2006 de Doctor Who Magazine, así como en el relato corto The House on Oldark Moor de Justin Richards, publicado en la colección de BBC Books Short Trips and Sidesteps.

### Proposición de serie radiofónica
A finales de los sesenta, hubo planes de producir una serie de radio protagonizada por Peter Cushing como la voz de Dr. Who. Se grabó un piloto en colaboración entre Stanmark Productions y Watermill Productions, y se hubieran producido 52 episodios más. La historia del piloto (titulada Journey into Time, Viaje en el tiempo) mostraba al Dr. Who y su nieta viajando a la época de la Revolución Americana. El autor del guion fue el futuro guionista para la serie Malcolm Hulke, y la grabación se perdió posteriormente.

## Intentos de reconciliación con la serie de televisión
A lo largo de los años, ha habido varios intentos de reconciliar al personaje cinematográfico con la continuidad de la serie de televisión, si bien hay que tener en cuenta que todas ellas se produjeron en publicaciones ajenas a la serie, cuya canonicidad no está clarificada.
- En la novela Salvation se mencionó al Dr. Who. El libro menciona la película Prey for a Miracle, estrenada en 1970, y el papel del Doctor en los eventos era interpretado por Peter Cushing como "el torpe consejero científico Dr. Who". Los críticos notan que se sabía muy poco del "verdadero" Doctor, sugiriendo que se trataba de una "presencia sombría y manipuladora".
- El libro extraoficial I Am the Doctor: The Unauthorised Diaries of a Timelord sugiere que las películas están basadas en unas memorias escritas por Barbara Wright, de la serie de televisión.
- El relato corto de Nev Fountain The Five O'Clock Shadow, de la antología Short Trips: A Day in the Life, revela que Dr. Who y su nieta de ocho años Suzy son creaciones ficticias inventadas por el verdadero Doctor Señor del Tiempo para mantener a su enemigo Shadow (la personificación del dolor y la pena) distraído hasta que pudiera superar su desesperación y pudiera escapar de la prisión de Shadow. Este no tiene ningún control con el alegre y dicharachero Dr. Who, que se marcha con Suzy a vivir más aventuras maravillosas e infantiles.[4]
- En Mission: Impractical, el Sexto Doctor y su acompañante Frobisher asisten al estreno de La guerra de las galaxias en el Mann's Chinese Theatre en mayo de 1977. Durante la proyección, el Doctor pensó que el actor Peter Cushing (que interpretaba a Grand Moff Tarkin) le resultaba familiar, y le pareció recordar conocer a su nieta. Este intercambio apoya potencialmente cualquiera de las teorías anteriores.